# 润州 (辽朝)
润州，中国辽朝时设置的州。
辽圣宗太平十年（1030年）平定大延琳，迁宁州民置润州，治所在海阳县（今河北省秦皇岛市海阳镇）。属中京道。来州归德军节度使统辖润州、迁州、隰州。金太祖天辅七年（1123年）被女真夺得。金朝皇统三年（1143年）废润州为海阳县。